# Laurie Graham (Skirennläuferin)
Laurie Graham (* 30. März 1960 in Orangeville, Ontario) ist eine ehemalige kanadische Skirennläuferin.

## Biografie
Graham startete mit neun Jahren ihre Karriere als Rennläuferin und wurde 1978 ins nationale kanadische Team berufen. 1983 gewann sie ihr erstes Weltcuprennen, die Abfahrt im kanadischen Mont-Tremblant. Im französischen Puy-Saint-Vincent feierte sie 1984 den ersten Super-G-Weltcupsieg für Kanada.
Graham gewann in ihrer Karriere fünf Weltcup-Abfahrten und einen Super-G. In der Saison 1985/86 lieferte sie sich mit der Schweizerin Maria Walliser und der Österreicherin Katharina Gutensohn um den Gewinn des Abfahrts-Weltcups ein Duell auf höchster Ebene, musste sich den beiden aber knapp geschlagen geben.
Der Höhepunkt in ihrer aktiven Rennzeit war der Gewinn der Bronzemedaille in der Abfahrt bei den Skiweltmeisterschaften 1982 in Schladming/Haus (AUT). Bei den Olympischen Spielen 1988 in Calgary belegte sie in der Abfahrt den fünften und im Super-G einen 13. Platz. Laurie Graham trat 1988 vom aktiven Skirennsport zurück.

## Erfolge

### Olympische Winterspiele
Olympische Winterspiele 1988 in Calgary
- 5. Platz in der Abfahrt

### Weltmeisterschaften
- Alpine Skiweltmeisterschaften 1982 in Schladming/Haus: Bronzemedaille in der Abfahrt
- Alpine Skiweltmeisterschaften 1985 in Bormio/Santa Caterina: 7. Platz in der Abfahrt
- Alpine Skiweltmeisterschaften 1987 in Crans-Montana: 5. Platz in der Abfahrt

### Weltcup
- 3. Platz im Abfahrts-Weltcup: 1986, 1987
- 4. Platz im Abfahrts-Weltcup: 1985
- 5. Platz im Abfahrts-Weltcup: 1983

6 Weltcupsiege (5× Abfahrt, 1× Super-G)
| Datum             | Ort               | Land       | Disziplin |
| ----------------- | ----------------- | ---------- | --------- |
| 5. März 1983      | Mont-Tremblant    | Kanada     | Abfahrt   |
| 8. Januar 1984    | Puy-Saint-Vincent | Frankreich | Super-G   |
| 8. März 1985      | Banff             | Kanada     | Abfahrt   |
| 13. Dezember 1985 | Val-d’Isère       | Frankreich | Abfahrt   |
| 1. Februar 1986   | Crans-Montana     | Schweiz    | Abfahrt   |
| 13. Dezember 1986 | Val-d'Isère       | Frankreich | Abfahrt   |

### Sonstiges
- 4 kanadische Meistertitel (Abfahrt 1980, 1985 und 1989; Super-G 1984)